# Kirsti Paltto
Kirsti (Kirste) Paltto (* 11. února 1947 v Utsjoki, ve finském Laponsku). Je to sámská spisovatelka, učitelka a ředitelka divadla. Píše v severní sámštině. Její knihy byly přeloženy do mnoha jazyků (například finštiny, norštiny, němčiny, angličtiny a inarijské sámštiny). Paltto bydlí v Utsjoki. V letech 1979–86 předsedala Svazu sámských spisovatelů (Sámi Girječálliid Searvi). Navíc od roku 1992 předsedá Finské společnosti sámských umělců (Suomen saamelaistaiteilijat ry), od roku 1994 je ředitelka a režisérka sámskojazyčného divadla Rávgoš. Od roku 1996 je členkou představenstva Fenno-ugrické literární společnosti (Suomalais-ugrilaisen kirjallisuusseura). Její dcera Rauna Kuokkanen zkoumá na kanadských univerzitách kulturu původních obyvatel circumpolárních oblastí.

## Ocenění
- 1977 Sokeain kuunnelmapalkinto (Cena nevidomých za rozhlasovou hru)
- 1977 Lapin läänin taidepalkinto (Umělecká cena Laponska)
- 1986 Finlandia-palkintoehdokas (Aspirantka na cenu Finlandia)
- 1997 Saamelaiskäräjien kulttuuripalkinto (Kulturní cena sámského soudního shromáždění)
- 2000 Helen-palkinto (Helenina cena)
- 2001 Pohjoismaiden kirjallisuuspalkintoehdokas (Aspirantka na literární cenu severních zemí)
- 2002 Saamelaisneuvoston kirjallisuuspalkinto (Literární cena Sámské rady)

## Dílo
Kirsti (sámsky Kirste) Paltto píše knihy pro děti i dospělé. Náměty dětských knih čerpá z tradičních sámských příběhů a sámské mytologie. Na nich postaví příběh z dnešní doby.
Do další umělecké tvorby patří divadelní a rozhlasové hry a finskojazyčný pamflet Saamelaiset (Sámové, 1973), kde líčí sámskou historii a dnešní život.
Autorčino hlavní dílo je románová série o sámském životním stylu, jazyku a období druhé světové války. Tématem románů je sámská příroda, význam sobů pro sámskou kulturu a lidské vztahy. Série má tři díly: Guhtoset dearvan min bohccot (1987), Guržo luottat (1991) a Násttit muohtagierragis (2007).

### Guhtoset dearvan min bohccot (1987)
První kniha série. Je z období před druhou světovou válkou, ze 30. let 20. století. Devítiletý sámský chlapec Johanas sní o tom, že se jednoho dne zapojí do chovu sobů se svým otcem Antarasem. Ve světě jdou divoké zvěsti, že se blíží válka. Dospělí začínají mít strach. Když se pak obavy vyplní, Antaras tajně vezme svou rodinu do bezpečí rodné oblasti v Norsku. Ale potom tam také přijdou ozbrojení muži a nálety letadel a zdá se, že svět není už nikde bezpečný. Ale v myslích lidí stále žije moudrý Noita-Piehti, který umí věštit.

### Guržo luottat (1991)
Druhá kniha série. Vypráví o skupince Sámů ve Finsku na konci druhé světové války a hned po válce. Na začátku knihy se Sámové musí evakuovat, ačkoli někteří, jako hlavní hrdina Antaras, se rozhodnou zůstat nelegálně. Antarasova žena Sofie a jejich děti utekly do bezpečí. První část knihy vypráví o Antarasovi a jeho přátelích a Aimovi, mladém Sámovi z finské armády, který se oddělil a přidal k Antarasově skupině. Skupina žila v ilegalitě, hnala soby, ukrývala majetky, zaháněla vlky a kradla dřevo z lesů, kde pobývali Němci. Když válka skončila, lidé se nemohli bezprostředně vrátit kvůli množství min v krajině. Když bylo konečně možné přijít zpět, Sofie a děti se vrátily domů, ale našly tam jen chaos, a po Antarasovi ani stopy. Nevěděly, co se s ním stalo. Začaly uklízet a dávat do pořádku věci tak, jak byly před válkou. Antarasův syn Johanas našel otcovu loď a začal rybařit. Antaras se objeví se svými soby, ale musí se postavit problémům a ostatním Sámům. Nakonec je obviněn z krádeže sobů ostatních lidí a čelí policejnímu vyšetřování.

## Seznam titulů

### Pro děti
- Vilges geađgi (1980)
- Go Ráhkun bođii Skáhpenjárgii (1982)
- Golleozat. Sápmelaš álbmotmáidnasa vuođul. (1984)
- Dávggáš ja násti (1988)
- Divga (1990)
- Urbi (1994)
- Ája (2007)

### Poezie
- Riđđunjárga (1970)
- Beaivváža bajásdánsun (1985)
- Beštoriin (1997)

### Próza
- Soagŋu (1971)
- Risten (1981)
- Guhtoset dearvan min bohccot (1987)
- Guovtteoaivvat nisu (1989)
- Guržo luottat (1991)
- 256 golláža (1992)
- Suoláduvvan (2001)
- Násttit muohtagierragis (2007)

### Hry
- Liemmajoen Anni (drama, 1976)
- Maahiset (rozhlasová hra, 1977)
- Háhtežanáhkku (hra pro děti, 1978)
- Niilan porovaara (rozhlasová hra, 1981)
- Eatnanvulošája (hra pro děti, 1985)
- Jiella (rozhlasová hra, 1990)
- Dat ráhkesvuohta (drama, 1994)
- Gáiggonat (drama, 1995)
- Váimboustibat (drama, 1996)
- Girill von Dáktelus (drama, 1999)
- Boahtteáigái (drama, 2003)

### Další literární tvorba
- Saamelaiset (pamflet, 1973)
- Savvon. Sámi Girječálliid Searvi antologiija (editor, 1983)
- Aitmatov: Girjját beatnaga dievva (překlad, 1993)[3]